# Farès Chaïbi
Farès Chaïbi (Arabisch: (فارس شايبي) (Lyon, 28 november 2002) is een Algerijns voetballer die bij voorkeur als offensieve middenvelder speelt. Hij tekende in 2023 voor Eintracht Frankfurt. In 2023 debuteerde hij voor Algerije.

## Clubcarrière
Chaïbi debuteerde op 7 augustus 2022 voor Toulouse in de Ligue 1 tegen OGC Nice. Op 17 september 2022 scoorde hij zijn eerste competitietreffer tegen Lille OSC. Op 29 april 2023 won hij met Toulouse de Coupe de France. Op 30 augustus 2023 tekende de Algerijns international een vijfjarig contract bij Eintracht Frankfurt.

## Interlandcarrière
Op 20 maart 2023 debuteerde Chaïbi voor Algerije tegen Niger. In januari 2024 nam hij met Algerije deel aan de Afrika Cup.